# キム・テヒ (コメディアン)
キム・テヒ（金大熙、1974年6月24日 - ）は、大韓民国のコメディアンでありYouTuber、実業家である。

## 学歴
- 新川中学校（1990年卒業）
- 永東高校（1993年卒業）
- 清州大学校演劇映画学科

## 生涯
1999年にKBS 14期公開採用コメディアンとして正式デビューした。ソウル出身であるが、子供の頃に8年程大邱で暮らしていため、慶尚道の方言が話せる。「パンモクチャ」というチャンネルを持つYouTuberでもある。

## 出演作品

### 芸能
- KBS2 「ギャグコンサート」
  - <サバンナの朝>
  - <放浪>
  - <お師匠様　お師匠様>
  - <バカ三> - 息子役
  - <恋人たち>
  - <700おお！ビョンパル>
  - <ドクターBJ>
  - <鳳仙花学堂> - 先生役（2005年11月6日 - 2006年11月12日、2017年7月2日 - 2019年5月19日）
  - <一旦走れ>
  - <家へ>
  - <対話が必要> - シン・ボンソンの夫、チャン・ドンミン（劇内ではキム・ドンミン）の父役（2006年11月19日 - 2008年11月30日）
  - <下流人生>
  - <不意なニュース>
  - <おとり>刑事役
  - <オウヤ>
  - <苦い人生> - 二番目の兄役（2009年8月30日 - 2010年3月21日）：キム・ジュノの代役
  - <家門が栄～光>
  - <動物園>
  - <ギャグ戦士300>
  - <幼稚ギャグ>
  - <花つぼみ芸術団>
  - <フルオプション>
  - <好敵手>
  - <モデル>
  - <モデルの友人>
  - <南極の涙>
  - <バージョンニュース>
  - <ドッキリ中継>
  - <愛してます、兄貴> - 三番目の兄役
  - <先輩と後輩ニュース>
  - <作戦命令>
  - <怪談劇場>
  - <コントの神>
  - <ジョア族>
  - <実録X-ファイル>
  - <達人>  - MC役（2008年2月10日）：リュダムの代理
  - <ギャグ法廷>
  - <ジングルジャングル> - クモ役
  - <疲れ家族> - 祖父役
  - <お年寄り> - 王お爺さん役
  - <感受性> - デガル孔明役
  - <万引きたち> - マカオ・キム役
  - <未必の故意> - キム・ウォンヒョとキム・ビョンチョル（ソン・ビョンチョル）の父役
  - <私はパパだ> - 娘の金持ちパパの役
  - <KBSスペシャルそれが知りたい　追跡60分手帳> - 司会者役
  - <初心者ニュース>
  - <五十才の密会> - ユアイン役
  - <タクチ高>
  - <対話が必要1987> - キム・ドンミン（チャン・ドンミン）の息子、シン・ボンソンの大学の先輩役（2017年7月9日 - 2018年6月10日）
  - <ユミよ帰れ>（2017年7月16日）
  - <ビューティインサイド>（2018年5月6日）
  - <ビッグピクチャー> - 進行役（2018年6月17日 - 7月29日）
  - <ガーディアンズ7>
  - <アッレカメラ>
  - <不朽の扮装>
  - <そんなことあり>
  - <運の良い日>
  - <最後の新しいコーナー> - サンジュ（会話が必要　父）
- コメディーTV 「とんでもない外出」（2007年2月 - 2007年8月）
- コメディーTV 「とんでもない外出　chapter 2」（2007年7月 - 2007年10月）
- コメディーTV 「とんでもない外出3」（2008年1月12日 - 2008年4月14日）
- コメディーTV 「とんでもない外出4」（2008年7月5日 - 2008年10月11日）
- コメディーTV 「とんでもない外出リターンズ」（2011年6月25日 - 2011年9月10日）
- コメディーTV 「とんでもない外出ネバーダイ ：シーズン6」（2012年3月31日 - 2012年6月9日）
- KBS2 「ショー！幸運列車」
- KBS2 「時事タッチコメディファイル」
- KBS2 「コメディファイル」
  - <達人を探して>
  - <現場25時>
  - <英雄伝説>
  - <タダシク生きよう>
- KBS2 「芸能街中継」
- KBS2 「お笑い充電所」
- KBS2 「歌の戦い - 勝負」（2016年12月2日 - 2016年12月9日）
  - <階層共感OLD＆兄貴>
- SBS 「ウッチャッサ」
- KBS2 「スーパーTV 日曜日は楽しい」
- KBS1 「クイズ探検　神秘の世界」
- KBS2 「TVは愛を乗せる」
- KBS2 「出発ドリームチーム　シーズン2 」
- KBS2 「大国民トークショー　アンニョンハセヨ」
- KBS2 「クイズショー　サチョンサ」
- KBS2 「危機脱出ナンバーワン」
- KBS2 「お話ショー　ひと叩き」
- 春川MBC 「楽しい軍（シンナグン）」
- KBS Joy 「芸能マガジンエンターテイナーズ」
- SBSプラス「現金タクシー2 」
- KBS1 「第18代大統領選挙開票放送」
- パックスTV「キム・テヒのマガジンパワー」
- MBC Every1 「ナイン・トゥ・シックス」
- SBS 「化身-心を支配する者」
- tvN 「大富豪のゲーム　マイターン」
- MBC Every1 「ナイン・トゥ・シックス2 」
- tvN 「二人の男の特級賛美」
- KBS2 「家族の品格　フルハウス」
- SBS 「スタージュニアショー　タイ焼き」
- KBS2 「スーパーマンが帰ってきた」
- MBC Every1 「リターントゥ・カンパニー」
- MBC 「ミステリー音楽ショー　覆面歌王」
- MBC Every1 「違うから行くぞ」
- MBC Every1 「ビデオスター」
- KBS春川 「イーストライフ」

### ドラマ
- 「屋根部屋のプリンス」（2012年、SBS） - バン・スボン役
- 「おバカちゃん注意報」（2013年、SBS） - チャ・テギ　検察捜査官役
- 「ドラマスペシャル-不寝番を立てろ」（2013年、KBS2） - ソクフン役
- 「明日は実験王」（2015年、トゥーニバース） - グ・マンリ役
- 「明日は実験王2 」（2016年、トゥーニバース） - グ・マンリ校長役
- 「内省的なボス」（2017年、tvN）
- 「最高の一発」（2017年、KBS2） - 酔っ払い客2役

### 演劇
- 「砂女」（2006年） - 男役

### 映画
- 「コンポ　トゥッコンデ」
- 「ザ　ヒストリー」
- 「あなたが眠っている間に」
- 「遺憾な都市」

### CM
- オリオン マイミント　チョチョ
- オットギ 3分クッキング
- ロッテ オクトンジャ
- SDNドットコム
- 2009大韓ニュース - 4大河川再生広報
- ロッテリア ラッツバーガー

## 流行語

### 「ギャグコンサート」
- 今日のバージョンでは、○○のバージョン。 (오늘의 버전, ○○버전)（バージョンニュース）
- あーあ、～それはない。 (에이~ 그건 아니다.)（バージョンニュース）
- ご飯たべるぞ。 (밥묵자)（対話が必要）
- なにすんの～わかりましゅー～ (뭐하는겨~ 알았슈)（おとり）
- ○○○相変わらずだな。 (○○○ 여전해)（こそ泥たち）
- なに～○○○？すぐ行く。 (뭐~ ○○○? 금방간다)（疲れた家族）
- 娘、娘、娘番号終わり。(딸, 딸, 딸 번호 끝) （私はパパだ）
- 気分が良いからって牛肉買って食べるだろ (기분 좋다고 소고기 사묵겠지)（お爺さん）
- 違うぞ。 (아니지.)（お爺さん）
- 94年生まれ21歳のユアイン。えらそう本当に。(94년생 21살 유아인. 잘났어 정말) （五十才の密会）
- 止めろ、イ・テシク！ (그만해, 이태식!)（鳳仙花学堂）
- ドーン！！ (꽝!!)（達人）

## 経歴
- 忠北保健科学大学デジタル放送学科兼任教授
- ココエンターテイメント取締役
- JDBエンターテイメント代表取締役

## 受賞
- 1993年 第12回忠北演劇祭　最優秀団体賞
- 2007年 KBS芸能大賞　コメディ部門最優秀賞
- 2007年 KBS芸能大賞　コメディ部門最優秀コーナー賞
- 2008年 第20回韓国PD大賞　コメディアン部門賞
- 2010年 第11回大韓民国映像大典　芸能部門フォトジェニック賞
- 2014年 KBS芸能大賞　コメディ部門男最優秀賞

## 広報大使
- 2008年 ソウル国際eスポーツフェスティバル広報大使
- 2010年 鎮川郡名誉広報大使
- 2010年 44デイキャンペーン広報大使
- 2010年 著作権保護の汎国民キャンペーン広報大使
- 2010年 第80回春香祭広報大使
- 2013年 2014智異山訪問の年広報大使
- 2014年 ソウルキャラクターライセンシングフェア広報大使
- 2015年 プランコリア広報大使
- 2017年 フェアトレード広報大使[1]
- 2017年 南楊州市広報大使[2]

## 関連人物
- キム・ジュノ
- チャン・ドンミン
- ユ・サンム
- ユ・セユン
- パク・ソンホ
- ファン・ヒョンヒ
- パク・ソンホ
- ヤン・サングク
- キム・ウォンヒョ